# Lim Hyun-Gyu
Lim Hyun-Gyu (coreano: 임현규; Seul, 16 de janeiro de 1985) é um lutador sul-coreano de artes marciais mistas, atualmente compete no Peso Meio Médio do Ultimate Fighting Championship.

## Carreira no MMA

### Começo da carreira
Lim fez sua estreia profissional em Fevereiro de 2006 na promoção do Spirit MC em seu país nativo, Coreia do Sul. Durante sua carreira lutou nas promoções do DEEP e do M-1 Global.

### Ultimate Fighting Championship
Em Agosto de 2012, o UFC anunciou que havia assinado com Lim. Lim era esperado para fazer sua estreia no UFC contra Marcelo Guimarães em 10 de Novembro de 2012 no UFC on Fuel TV: Franklin vs. Le. Porém, Guimarães foi obrigado a se retirar da luta devido a uma lesão e foi substituído por David Mitchell. Porém, momentos antes da pesagem do evento, a luta foi desmarcada após Lim ser declarado clinicamente inapto para lutar pelos médicos do UFC.
Lim/Guimarães foi remarcada para 2 de março de 2013 para o UFC on Fuel TV: Silva vs. Stann. Lim fez sua estreia com sucesso, derrotando Guimarães por Nocaute no segundo round.
Lim enfrentou Pascal Krauss em 31 de agosto de 2013 no UFC 164 pela sua segunda luta no octógono. Ele venceu por nocaute técnico no primeiro round.
Lim era esperado para enfrentar Kiichi Kunimoto em 4 de dezembro de 2014 na estreia do UFC em Singapura, mas devido a uma lesão sofrida por Jake Ellenberger, Lim foi escalado para enfrentar Tarec Saffiedine no evento, agora nomeado UFC Fight Night: Saffiedine vs. Lim. Lim perdeu por decisão unânime, em uma luta empolgante, a luta ganhou o prêmio de Luta da Noite.
Lim derrotou Takenori Sato em 20 de setembro de 2014 no UFC Fight Night: Hunt vs. Nelson por nocaute técnico no primeiro round.
Lim em seguida enfrentou Neil Magny em 16 de maio de 2015 no UFC Fight Night: Edgar vs. Faber e foi derrotado por nocaute técnico no segundo round após quase nocautear o adversário no primeiro.
Lim agora é esperado para enfrentar Mike Perry em 20 de Agosto de 2016 no UFC 202: Diaz vs. McGregor II.

## Cartel no MMA
| Cartel no MMA   |             |            |
| 20 lutas        | 13 vitórias | 6 derrotas |
| Por nocaute     | 10          | 2          |
| Por finalização | 2           | 2          |
| Por decisão     | 1           | 2          |
| Empates         | 1           | 1          |

| Res.    | Cartel | Oponente          | Método                                  | Evento                                 | Data       | Round | Tempo | Local                     | Notas                              |
| ------- | ------ | ----------------- | --------------------------------------- | -------------------------------------- | ---------- | ----- | ----- | ------------------------- | ---------------------------------- |
| Derrota | 13-7-1 | Daichi Abe        | Decisão (unânime)                       | UFC Fight Night: Saint Preux vs. Okami | 23/09/2017 | 3     | 5:00  | Saitama                   |                                    |
| Derrota | 13-6-1 | Mike Perry        | Nocaute Técnico (socos)                 | UFC 202: Diaz vs. McGregor II          | 20/08/2016 | 1     | 3:38  | Las Vegas, Nevada         |                                    |
| Derrota | 13-5-1 | Neil Magny        | Nocaute Técnico (socos)                 | UFC Fight Night: Edgar vs. Faber       | 16/05/2015 | 2     | 1:24  | Manila                    |                                    |
| Vitória | 13-4-1 | Takenori Sato     | Nocaute Técnico (cotoveladas)           | UFC Fight Night: Hunt vs. Nelson       | 20/09/2014 | 1     | 1:18  | Saitama                   |                                    |
| Derrota | 12-4-1 | Tarec Saffiedine  | Decisão (unânime)                       | UFC Fight Night: Saffiedine vs. Lim    | 04/01/2014 | 5     | 5:00  | Marina Bay                | Luta da Noite.                     |
| Vitória | 12-3-1 | Pascal Krauss     | Nocaute Técnico (joelhada e socos)      | UFC 164: Henderson vs. Pettis II       | 31/08/2013 | 1     | 3:58  | Milwaukee, Wisconsin      | Luta da Noite.                     |
| Vitória | 11-3-1 | Marcelo Guimarães | Nocaute (joelhada e socos)              | UFC on Fuel TV: Silva vs. Stann        | 02/03/2013 | 2     | 4:00  | Saitama                   | Estreia no UFC.                    |
| Vitória | 10–3–1 | Ryan Biglar       | Finalização (guilhotina)                | PXC - Pacific Xtreme Combat 32         | 28/07/2012 | 1     | 0:53  | Mangilao                  | Ganhou o Título Meio Médio do PXC. |
| Vitória | 9–3–1  | Takahiro Kawanaka | Nocaute Técnico (interrupção do córner) | PXC - Pacific Xtreme Combat 30         | 03/03/2012 | 1     | 1:12  | Mangilao                  | O córner Kawanaka jogou a toalha.  |
| Vitória | 8–3–1  | Ferrid Kheder     | Nocaute Técnico (socos)                 | PXC - Pacific Xtreme Combat 27         | 29/10/2011 | 1     | N/A   | Mangilao                  |                                    |
| Vitória | 7–3–1  | Ross Ebanez       | Nocaute Técnico (golpes)                | PXC - Pacific Xtreme Combat 26         | 20/08/2011 | 1     | 1:44  | Manila                    |                                    |
| Vitória | 6–3–1  | Slade Adelbai     | Nocaute Técnico (socos)                 | Rites of Passage 8 - Fearless          | 12/02/2010 | 1     | 3:10  | Saipan                    |                                    |
| Derrota | 5–3–1  | Dmitry Samoilov   | Decisão (unânime)                       | M-1 Challenge 12                       | 21/02/2009 | 2     | 5:00  | Tacoma, Washington        |                                    |
| Derrota | 5–2–1  | Max Fernandez     | Finalização (chave de tornozelo)        | Heat - Heat 8                          | 14/12/2008 | 1     | 1:22  | Tóquio                    |                                    |
| Vitória | 5–1–1  | Brandon Magana    | Finalização (chave de braço)            | M-1 Challenge 6 - Korea                | 29/08/2008 | 2     | 3:58  | Coreia do Sul             | Luta nos Meio Médios.              |
| Vitória | 4–1–1  | Noboru Onishi     | Nocaute Técnico (interrupção médica)    | Deep - 35 Impact                       | 19/05/2008 | 2     | 0:48  | Tóquio                    |                                    |
| Vitória | 3–1–1  | Lucio Linhares    | Nocaute (soco)                          | M-1 Challenge 2 - Russia               | 03/04/2008 | 1     | 0:17  | São Petersburgo           |                                    |
| Vitória | 2–1–1  | Hiroshi Masabuchi | Nocaute Técnico (socos)                 | Heat - Heat 6                          | 30/03/2008 | 1     | 3:47  | Aichi                     |                                    |
| Derrota | 1–1–1  | Greg Soto         | Finalização (chave de braço)            | World Best Fighter - USA vs. Asia      | 03/02/2007 | 1     | 0:58  | Atlantic City, New Jersey |                                    |
| Empate  | 1–0–1  | Jick-Yong Kim     | Empate                                  | Spirit MC - Interleague 4              | 19/08/2006 | 3     | 5:00  | Seul                      |                                    |
| Vitória | 1–0    | Seong-Yeol Ahn    | Decisão (unânime)                       | Spirit MC - Interleague 3              | 11/02/2006 | 2     | 5:00  | Seul                      |                                    |